# Picumna maculata
Picumna maculata är en insektsart som först beskrevs av Melichar 1906.  Picumna maculata ingår i släktet Picumna och familjen sköldstritar. Inga underarter finns listade i Catalogue of Life.